# チカロフ (小惑星)
チカロフ (2692 Chkalov) は小惑星帯の小惑星である。1973年12月16日、ソ連の天文学者リュドミーラ・チェルヌイフが発見した。
モスクワから北極点を経由してアメリカ合衆国のバンクーバーまで、無着陸飛行に成功したソ連の飛行士ヴァレリー・チカロフに因んで命名された。